# Gadsden County
Gadsden County är ett administrativt område i delstaten Florida, USA, med 46 389 invånare. Den administrativa huvudorten (county seat) är Quincy.  

## Geografi
Enligt United States Census Bureau har countyt en total area på 1 369 km². 1 337 km² av den arean är land och 32 km² är vatten.

### Angränsande countyn
- Decatur County, Georgia - nord
- Seminole County, Georgia - nord
- Grady County, Georgia - nordöst
- Leon County, Florida - öst
- Liberty County, Florida - sydväst
- Calhoun County, Florida - sydväst
- Jackson County, Florida - nordväst